# Xã Talleyrand, Quận Wilson, Kansas
Xã Talleyrand (tiếng Anh: Talleyrand Township) là một xã thuộc quận Wilson, tiểu bang Kansas, Hoa Kỳ. Năm 2010, dân số của xã này là 227 người.